# Song Liễu
Song Liễu là một phường thuộc tỉnh Bắc Ninh, Việt Nam.

## Địa lý
Phường Song Liễu có vị trí địa lý:
- Phía đông giáp phường Ninh Xá
- Phía tây giáp xã Thuận An, thành phố Hà Nội
- Phía nam giáp xã Lạc Đạo, tỉnh Hưng Yên
- Phía bắc giáp phường Trí Quả.

Phường Song Liễu có diện tích 17,75 km², dân số 31.758 người, mật độ dân số đạt 1.789 người/km².
Ba tỉnh, thành phố là Bắc Ninh, Hưng Yên và Hà Nội giáp ranh nhau tại vị trí giữa các khu phố Ngọc Lâm (phường Song Liễu, tỉnh Bắc Ninh), thôn Tân Nhuế (xã Lạc Đạo, tỉnh Hưng Yên), thôn Yên Mỹ (xã Thuận An, thành phố Hà Nội).

## Hành chính
Phường Song Liễu gồm 5 khu phố: Ngọc Tỉnh, Bến Long, Liễu Khê, Liễu Lâm (làng Mốt) và Ngọc Lâm. Riêng khu phố Ngọc Lâm có hai xóm là Ngọc Lâm Đông và Ngọc Lâm Đoài, còn có tên gọi khác của địa phương lân cận là Lựa ngoài và Lựa trong; hay Lựa Đông và Lựa Đoài.

## Lịch sử
Ngày 16 tháng 6 năm 2025, Ủy ban Thường vụ Quốc hội ban hành Nghị quyết số 1658/NQ-UBTVQH15 của UBTVQH về việc sắp xếp các đơn vị hành chính cấp xã của tỉnh Bắc Ninh năm 2025. Theo đó, sắp xếp toàn bộ diện tích tự nhiên, quy mô dân số của phường Xuân Lâm, phường Hà Mãn, xã Ngũ Thái và xã Song Liễu thành phường mới có tên gọi là phường Song Liễu.

## Địa chỉ trụ sở các cơ quan
- Trụ sở UBND phường: Khu phố Thanh Bình, phường Song Liễu
- Trung tâm phục vụ hành chính công: Khu phố Thanh Bình, phường Song Liễu
- Công an phường: Khu phố Mãn Xá, phường Song Liễu

## Lễ hội
- Lễ hội khu phố Bến Long: 12-15 tháng 3 âm lịch
- Lễ hội khu phố Liễu Khê: 12 tháng 2 âm lịch
- Lễ hội khu phố Liễu Lâm: 12-15 tháng 3 âm lịch
- Lễ hội khu phố Ngọc Lâm: 15 tháng 3 âm lịch

## Giao thông
Phường Song Liễu có đường vành đai 4, tỉnh lộ 283 từ xã Đình Tổ (cũ) đến khu phố Liễu Khê. Đoạn tỉnh lộ này đoạn qua phường chạy men theo sông Dâu (sông Đậu). Ngoài ra năm 2020, tỉnh và thị xã Thuận Thành cũ cũng đã trải nhựa mới đường liên khu phố kết nối cả 5 khu phố đến phường Xuân Lâm thông ra tới quốc lộ 17 và mở thêm đường mới từ khu phố Liễu Lâm (làng Mốt) tới điểm ranh giới của phường với thành phố Hà Nội.
Hệ thống xe buýt: Không có xe buýt. Chỉ có tuyến xe buýt số 69 quay đầu nhờ (không dừng đỗ) tại khu phố Ngọc Lâm là điểm giáp ranh xã Thuận An, thành phố Hà Nội.

## Kinh tế
Ngành nông nghiệp là chủ đạo, hầu hết diện tích đất nông nghiệp là cấy lúa 2 vụ. Vụ đông một số rất ít chân cao trồng khoai lang, khoai tây, lạc... tuy nhiên cây vụ đông diện tích nhỏ không có tính chất hàng hóa. Một số hộ chăn nuôi lợn có quy mô lớn như ở Bến Long, Liễu Khê. Những năm trở lại đây lao động của phường làm nhiều ở làng Minh Khai (thị trấn Như Quỳnh) một số ít đã học được nghề mang về phường tuy nhiên không tạo hạt do vấn đề môi trường. Do không gần nút giao thông, không có nghề tiểu thủ công nghiệp, khu công nghiệp nên một số hộ ở khu phố Ngọc Lâm, Liễu Lâm làm xưởng tái chế nhựa . Những năm gần đây nhóm trẻ đi làm công nhân ở các công ty nhà máy ở các phường lân cận. Năm 2020, con đường trải nhựa nối phường Song Liễu ra quốc lộ 17 ở phường Xuân Lâm đi qua hầu hết các khu phố (trừ khu phố Ngọc Tỉnh) đã làm thay đổi bộ mặt nông khu phố của phường và thúc đẩy phát triển kinh tế.